# 西脇警察署
西脇警察署（にしわきけいさつしょ）は、兵庫県西脇市郷瀬町にあり、兵庫県警察本部東播方面に属する警察署である。西脇市および多可郡を管轄する。署長の階級は警視。

## 管轄区域
- 西脇市、多可郡多可町

## 所在地
- 西脇市郷瀬町666

## 沿革
- 1876年：姫路警察署所属北条屯所を加西郡北条町寺内（現加西市北条町北条）に設置
- 1877年2月：姫路警察署北条警察分署と改称（加西郡（現加西市・現西脇市・現多可郡多可町八千代区）・多可郡（現西脇市・多可郡）を管轄）、加西郡多加野村富家（現加西市和泉町）と多可郡中村（現多可郡多可町中区中村町）に巡査交番所設置
- 1880年10月：多可郡比延（現西脇市比延町）と大箸（現多可郡多可町加美区大袋・箸荷）に巡査交番所設置
- 1881年3月：北条警察分署を加西郡北条町戎町（現加西市北条町北条）に移転
- 1881年7月：北条警察分署が北条警察署に昇格し独立、中村交番所を北条警察署中村分署に昇格
- 1882年7月：比延交番所を比延分署、富家交番所を和泉交番所さらに和泉分署、多可郡大箸交番所を大箸分署に昇格
- 1891年3月：北条警察署大箸警察分署廃止。　この時点で、北条警察署は加西郡（現加西市・現西脇市・現多可郡多可町八千代区）、多可郡（現西脇市・多可郡）、加東郡（現小野市・現加東市）に亘り、中村（現多可郡多可町中区中村町）・比延（現西脇市比延町）・和泉（現加西市和泉町）・社（現加東市社）・天神（現加東市天神）・小野（現小野市王子町）の6分署を管轄。
- 1893年12月：北条警察署より独立し中村警察署（多可郡中村中村町：現多可町中区中村町、後に中村警察署は西脇市に移転し西脇警察署となり中村警察署は西脇警察署中町交番となる）となる
- 1907年：兵庫県警察部　中村警察署と改称
- ・・・　多可郡中町→多可郡西脇町（現西脇市）に移転
- 1948年：警察法施行により自治体警察と国家地方警察兵庫県本部が発足。国警多可地区警察署設置。
- 1954年3月25日：加西郡大和村が多可郡野間谷村と合併し多可郡八千代村となり、大和地区は国警多可地区警察署（後の兵庫県西脇警察署）の管轄となる
- 1954年3月29日：加西郡芳田村が西脇市と合併、芳田地域は国警多可地区警察署の管轄となる
- 1954年7月：警察法改正による自治体警察と国家地方警察の統合により兵庫県警察発足 兵庫県西脇警察署に改称

## 交番
- 西脇中央交番（西脇市西脇949-7）
- 野村交番（西脇市野村町404-4）
- 日野交番（西脇市西田町178-1）
- 中町交番（多可郡多可町中区中村町123）

## 駐在所
- 津万駐在所（西脇市島443）
- 比延駐在所（西脇市鹿野町大蔵1685-1）
- 喜多駐在所（西脇市黒田庄町大門6-3）
- 石原駐在所（西脇市黒田庄町田高401-3）
- 芳田駐在所（西脇市落方町柄柿257-7）
- 貴船駐在所（多可郡多可町八千代区中野間672-4）
- 大和駐在所（多可郡多可町八千代区大和915-6）
- 松井庄駐在所（多可郡多可町加美区的場68-7）
- 杉原谷駐在所（多可郡多可町加美区丹治500-1）